# Кадыров, Габдрахман Файзурахманович
Габдрахман Файзурахманович Кадыров (тат. Ҡадиров Ғабдрахман Фәйзрахман улы; 27 января 1941, Шатура — 31 июля 1993, Сочи) — советский мотоспортсмен, заслуженный мастер спорта СССР, шестикратный чемпион мира в мотогонках на льду (1966, 1968, 1969, 1971—1973), чемпион Европы (1964).

## Биография
Габдрахман Файзурахманович Кадыров родился 27 января 1941 года в поселке Шатура (Московская область). В Шатуру отец, Файзурахман Файзурахманович и мать, Гасима Мухаметовна (ск. в 2009 г.), приехали из Башкирии на комсомольскую стройку.
Отец погиб на фронте, мать продолжала работать каменщицей в строительном тресте.
После войны мать с сыном несколько лет жили в Белорецке. Там, на склонах Мраткиной горы, Габдрахман полюбил скорость, катаясь на самодельном деревянном снегокате, напоминавшем мотоцикл.
С 1947 года Кадыров жил в Уфе. В 18 лет поступил в автосекцию и осваивал машины класса 175 см³, затем пересел на более мощные машины, на которых и участвовал в соревнованиях. В 1970 году он окончил Ленинградский институт физкультуры имени П. Ф. Лесгафта. Выступал в соревнованиях по мотогонкам на льду, на гаревой дорожке за сборную СССР. На международных соревнованиях Кадыров с легкостью побеждал многих асов спидвея Чехословакии (Антонин Шваб и Милан Шпинке), Польши, Швеции, Финляндии и других стран.
По окончании Ленинградского института физической культуры он долгие годы тренировал уфимскую команду «Башкирия», выступавшую в высшей лиге советского спидвея, был наставником сборной СССР. Ученик Кадырова, Михаил Старостин, стал финалистом чемпионата мира по спидвею в 1979 и 1982 годах.
Был женат трижды. Третья жена Кадырова Назифа, звезда башкирской эстрады, ныне народная артистка Башкортостана, лауреат Государственной премии РБ имени Салавата Юлаева. От трех браков осталось трое детей — два сына и дочка. Старший сын, Артур, занимался мотокроссом в команде Уфимского автотранспортного техникума. Внуки: Артур, Артём, Данила и внучки Инна и Лиза.
По окончании спортивной карьеры работал спортивным комментатором, арбитром на международных соревнованиях, администратором в Башгосфилармонии в Уфе (1982—1993), написал две автобиографические книги — «Я выбираю лед» и «Трудные кольца спидвея», изданные в Уфе и Москве в 1974 и 1976 годах.
Скончался 31 июля 1993 года в санатории в Сочи от инсульта. Похоронен в Уфе на Магометанском (мусульманском) кладбище.
31 июля 1997 года на могиле установлен памятник работы скульптора Владимира Лобанова.

## Спортивные достижения
Кадыров — заслуженный мастер спорта СССР, заслуженный работник физкультуры Башкирской АССР (1991), судья международной категории (1991).
В 1962 году Кадыров стал членом сборной СССР по спидвею, а в 1963 году был включен в сборную СССР по гонкам на льду. Впервые молодой Габдрахман участвовал в официальном чемпионате по ледовому спидвею под названием «Кубок ФИМ» в 1963 году. Его выпустили на замену травмированного москвича-спидвеиста Бориса Захарова.
Он был первым чемпионом Европы и мира по мотогонкам на льду (1964, 1966), единственным в СССР шестикратным чемпионом мира в мотогонках на льду (1966, 1968, 1969, 1971—1973). Чемпион Европы (1964), СССР (1964—1967, 1969—1970).
3-кратный чемпион СССР в командных гонках (1967—1969) — в составе команды «Башкирия» (Уфа), 2-й призёр чемпионатов мира (1970), Европы (1965), СССР (1966—1967), командных чемпионатов мира (1967) и СССР (1963—1964), 3-й призёр чемпионата мира (1974), командного чемпионата мира по спидвею (1967).

## Награды
- орден «Знак Почёта» (30.05.1969)
- медаль «За трудовое отличие» (30.03.1965)
- Почётная бронзовая медаль Международной мотоциклетной федерации (ФИМ)

## Память
"О, как ты брал крутые рубежи,  Как укрощал крутые виражи, В своем полете не сбавляя скорость!  В полете том почти незрим для взора,
Был зрим и осязаем для души.  О, как ты улыбался, одолев  Соперников, улыбкою победной!  Сразившись на майдане, словно лев,
Вдруг снова становился неприметным.  Таким тебя запомнил шар земной -  Великого в седле, простого в жизни..."
С 1993 года в Уфе ежегодно проводятся Всероссийские соревнования по ледовому спидвею памяти Г. Кадырова.
Правительство Башкортостана увековечило имя спортсмена: открыта мемориальная доска на доме № 1 по улице Фрунзе (ныне З. Валиди) в Уфе, где он проживал с 1972 по 1993 год, именем Кадырова названа одна из улиц Уфы.
В Польше, где спидвей на президентском уровне признан национальным видом спорта, уже более 40 лет чемпион страны, помимо золотой медали и кубка, получает «Кепку Кадырова» — переходящий приз, на котором вышиты имена всех чемпионов Польши с момента его учреждения.

## Сочинения
- Кадыров Г. Ф, «Я выбираю лед» 1974 г., М. ДОСААФ
- «Трудные кольца спидвея» М. ДОСААФ, 1976 г.